# Lara Melda
Lara Melda Ömeroğlu,  née le 16 décembre 1993, connue professionnellement sous le nom de Lara Melda est une pianiste classique anglo-turque.

## Famille et formation
Lara Melda Ömeroğlu naît le 16 décembre 1993 à Londres, au Royaume-Uni, de parents turcs. Elle commence à jouer du piano à 6 ans, inspirée par sa sœur Melis Ömeroğlu.
Lara Melda prend des leçons de piano avec Emily Jeffrey et à l'âge de 18 ans commence des études avec Ian Jones. Elle étudie à la Purcell School for Young Musicians de 2008 à 2011. Au Royal College of Music où elle est boursière de la reine-mère Elizabeth, elle obtient son diplôme avec un honneur de première classe en 2016. Elle est également une altiste accomplie et joue de la  musique de chambre au piano et à l'alto. En 2015, elle est boursière du l'Imogen Cooper Music Trust.

## Carrière professionnelle

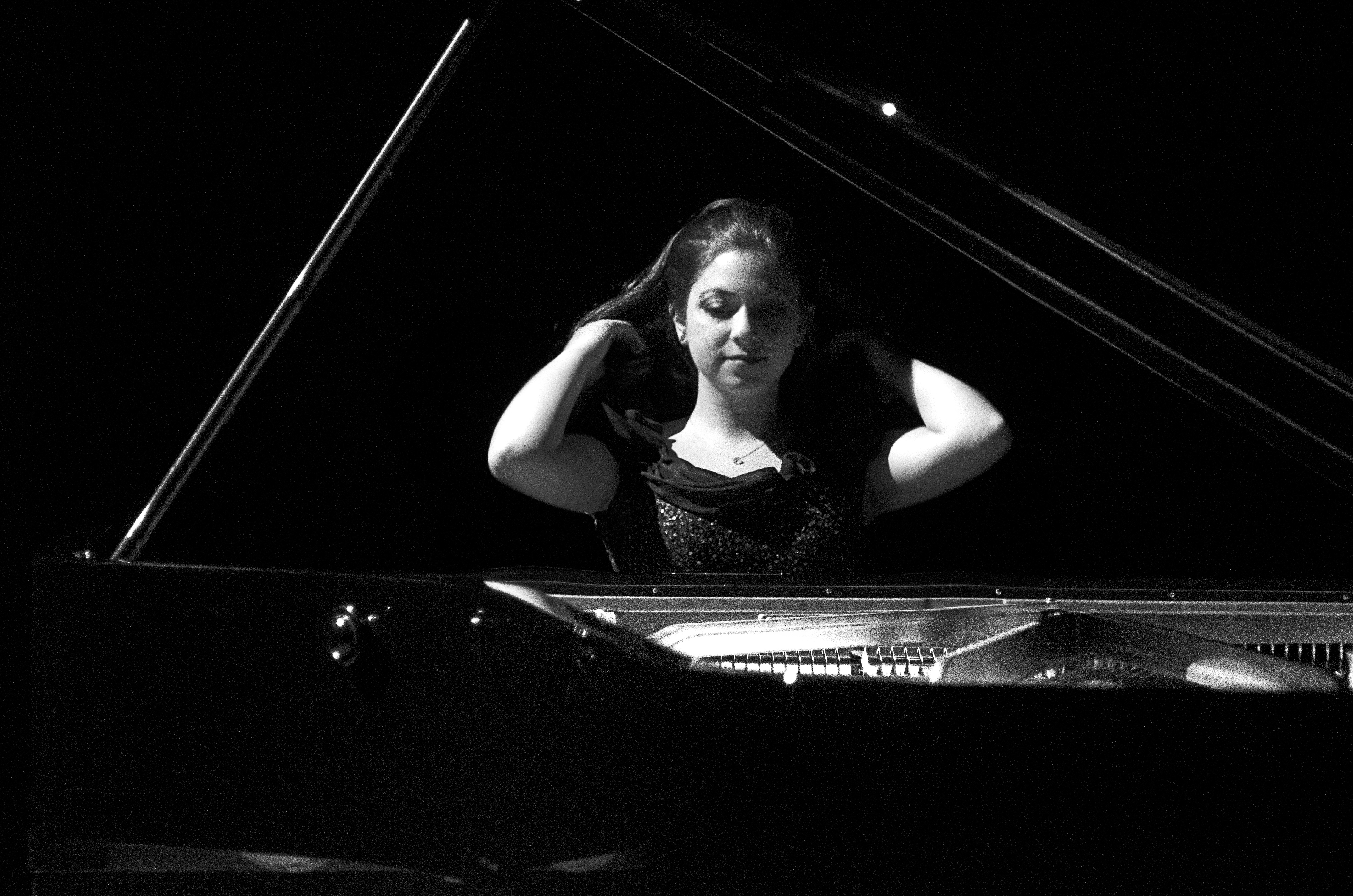
Melda en récital au Zorlu Center PSM

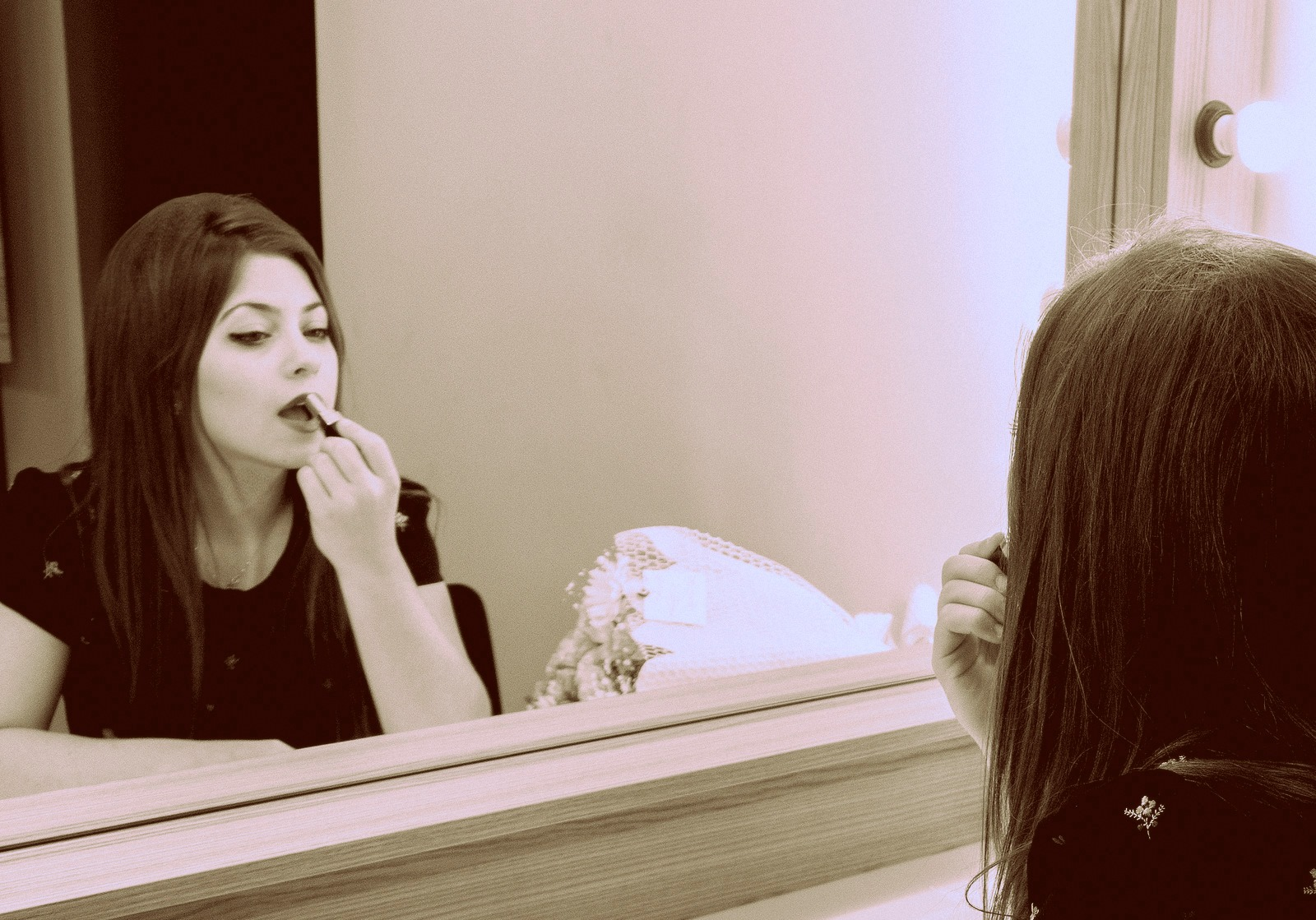
Lara Melda pré-récital dans les coulisses 2013

Lara Melda Ömeroğlu est connue professionnellement sous le nom de Lara Melda.
Elle donne son premier concert à l'âge de 8 ans et son premier concerto à l'âge de 12 ans en jouant le Concerto pour piano no 20 de Mozart et le Concerto pour piano no 12 de Mozart. En 2009, elle est finaliste du Concours international de piano Franz-Liszt à Weimar, en Allemagne.
Elle acquiert une notoriété internationale en 2010 lorsqu'elle remporte le Jeune musicien de l'année de la BBC (en) à l'âge de 16 ans interprétant le Concerto pour piano no 2 de Saint-Saëns au dernier tour, avec Vassili Petrenko et le BBC National Orchestra of Wales à Cardiff. Le concours a eu une audience internationale via des émissions de télévision et de radio sur la BBC.
Le 24 mars 2012, elle reçoit le prix « Promising Young Artist » de l'université Kadir Has d'Istanbul et en 2016 le « Woman of the Year Arts Award » par les Elele-Avon Women Awards où dans son discours, elle dédie le prix au nom des femmes turques qui estiment qu'elles n'ont pas de voix sur la place publique et à celles qui n'ont pas eu les opportunités dans la vie qu'elle a eu la chance de recevoir.
Lara Melda est surtout connue pour ses interprétations de Chopin. Une interprétation de la Sonate pour piano no 2 de Chopin a suscité cette critique : « Sans aucun doute l'une des interprétations les plus remarquables de la pièce que j'aie jamais entendue, elle évoquait son désir, son énergie, sa solitude, son lyrisme, sa fureur et son courage avec un jeu d'une précision étonnante, une habileté technique et sentiment immense et perspicace ».